# Nangma
Nangma is een genre van traditionele Tibetaanse dansmuziek die nauw verwant is aan Toeshey. Vaak worden beide muziekstijlen samen genoemd als Nangma-Toeshey, maar beide muziekstijlen onderscheiden zich door verschillend ritme en snelheid.
Het woord Nangma komt uit het Urdu en betekent melodie. Nangma is afkomstig van Tibetaanse moslims die de stijl meenamen naar Tibet rond de eeuwwisseling van de 19e naar de 20e eeuw en waren een grote rage in de hoofdstad Lhasa, met hits van Acha Izzat, Bhai Akbar-la en Oulam Mehdi. Tegenwoordig is Nangma nog steeds populair in karaokebars in Lhasa.
Er is tegenwoordig ook een Tibetaanse muziekband met de naam Nangma die zich heeft toegelegd op deze muziekstijl en internationaal optrad in 2006 in Chicago, Minneapolis, Boston, New York, Washington D.C. and San Francisco. Daarnaast is het de naam van een nachtclub in Lhasa waar deze muziekstijl wordt opgevoerd.